# 白达乡
白达乡，是中华人民共和国西藏自治区昌都市洛隆县下辖的一个乡镇级行政单位。

## 行政区划
白达乡下辖以下地区：
白托村和通尼村。